# Faller Packaging
Die August Faller GmbH & Co. KG ist ein deutscher Hersteller für pharmazeutische Sekundärpackmittel mit Hauptsitz in Waldkirch. An verschiedenen europäischen Standorten produziert das Unternehmen Faltschachteln, Packungsbeilagen, Haftetiketten sowie Kombinationsprodukte und bietet Dienstleistungen zu pharmazeutischen Verpackungen an. Damit gehört das Unternehmen im deutschsprachigen Raum zu den Marktführern für pharmazeutische Sekundärverpackungen.

## Geschichte

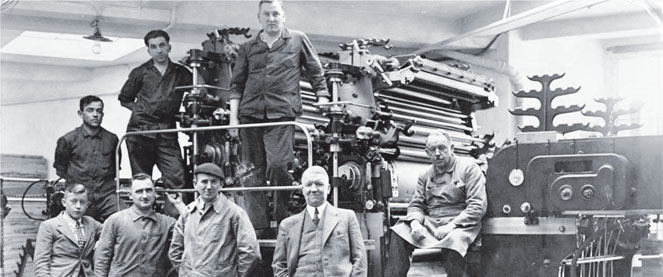
Faller-Mitarbeiter in den 1930er-Jahren. Rechts im Bild: Geschäftsführer Ernst Faller, Nachfolger des Firmengründers August Faller.

Die Historie von Faller Packaging reicht zurück bis ins Jahr 1882. Damals gründete August Faller im badischen Waldkirch eine Steindruckerei, in der er unter anderem Briefbögen, Postkarten und Geschäftsdrucksachen produziert.
1953 begann August Faller mit der Herstellung von Faltschachteln und Papier-Etiketten. Von seinem ursprünglichen Firmensitz in der Schlettstadtallee zog das Unternehmen 1956 in einen Neubau in der Freiburger Straße 25 um. Drei Jahre später vernichtete ein Großbrand das Papierlager und wesentliche Teile der Produktion. Nur mit großer Unterstützung befreundeter Druckunternehmen aus der Region konnte das Familienunternehmen die Krise bewältigen. 1960 folgten erste Erweiterungsbauten und 1970 eine neue Produktionshalle.
In einer Strategiesitzung im Jahr 1993 beschloss die Geschäftsführung, sich verstärkt auf die Entwicklung und Produktion von Sekundärverpackungsmitteln für die Pharmaindustrie zu fokussieren. Dieses Geschäftsfeld macht heute rund 95 Prozent des Umsatzes aus. Zwischen 1999 und 2002 entstand die August Faller Gruppe, die sich neben Faller aus der St. Göppert GmbH & Co. KG in Waldkirch, der Meyerhofer, Fries & Cie. GmbH in Lörrach sowie der Trefzer Druck GmbH in Schopfheim zusammensetzt. Das Portfolio umfasste damit nun auch die Produktion von Haftetiketten und Packungsbeilagen.
Im Herbst 2003 fusionierten die Unternehmen unter dem Dach der August Faller GmbH & Co. KG. Noch im gleichen Jahr bezog der Verpackungsspezialist ein neues Produktions- und Logistikgebäude mit Verwaltungstrakt in Binzen und gab den bisherigen Standort Lörrach auf. August Faller tritt seit einem umfassenden Rebranding in 2019 unter dem Namen Faller Packaging auf.
Am 1. Mai 2022 feierte Faller Packaging sein 140. Firmenjubiläum.
Seit dem 1. Juli 2024 leitet Dagmar Schmidt als Nachfolgerin von Daniel Keesman und Michael Faller die Unternehmensgruppe. Damit ist zum ersten Mal in der Firmengeschichte kein Mitglied der Gründerfamilie mehr direkt an der Geschäftsführung beteiligt.

## Standorte

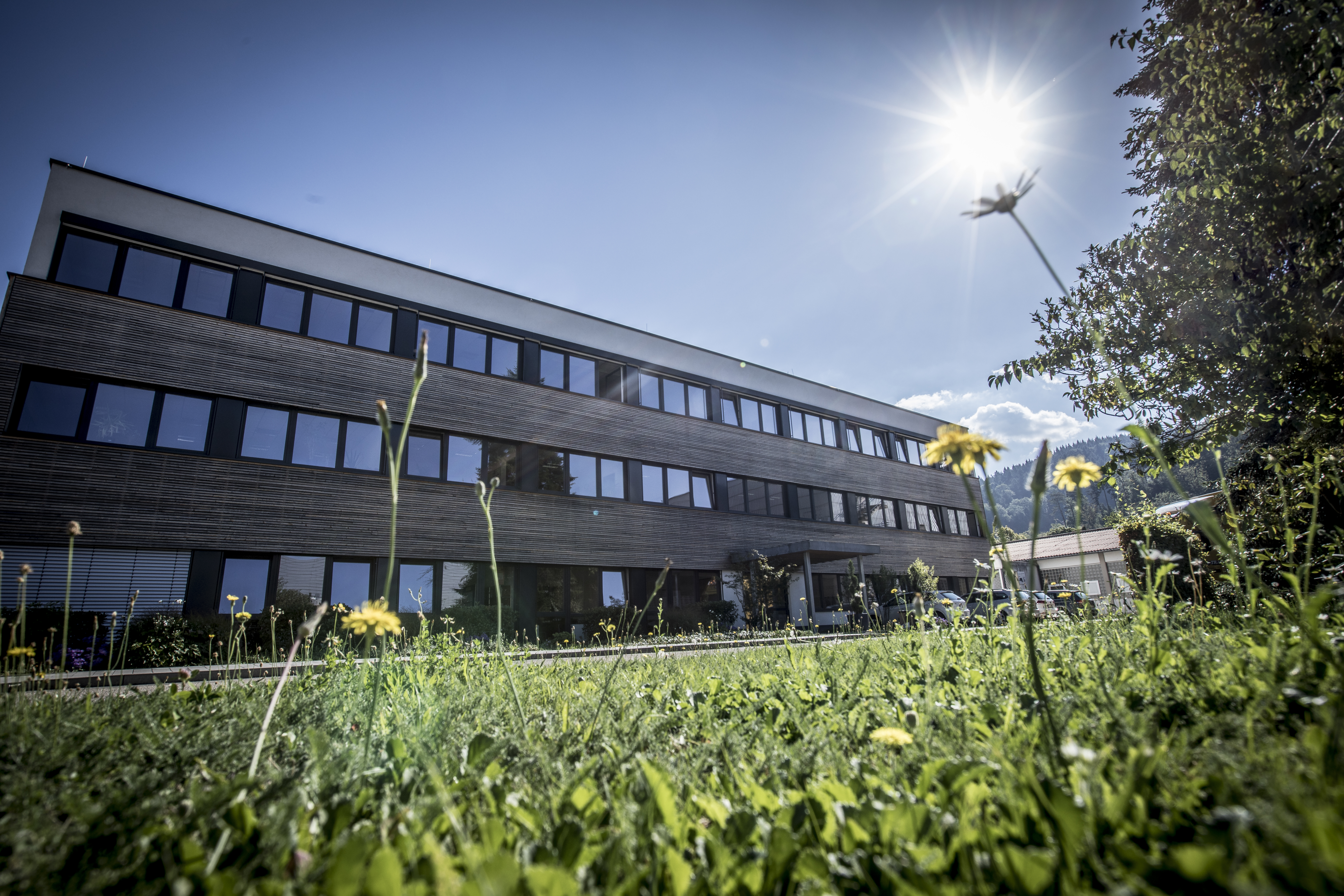
Gebäude der Hauptverwaltung von Faller Packaging in Waldkirch.

Der Hauptsitz des Unternehmens befindet sich im baden-württembergischen Waldkirch. Hier werden Faltschachteln und Kombiprodukte produziert. Am Standort Schopfheim werden Haftetiketten entwickelt, produziert und vertrieben, Packungsbeilagen kommen aus dem Werk in Binzen. Die ehemalige Pharma Print Kft. in Debrecen, Ungarn, ist seit 2019 eine 100-Prozent-Tochterfirma und versorgt den Markt mit Packungsbeilagen in besonders großer Auflage. Daneben verfügt Faller Packaging über weitere Standorte im dänischen Hvidovre und im polnischen Łódź.
Zur Faller Packaging Gruppe gehört zudem die 2019 gegründete Tochtergesellschaft PackEx in Worms. Diese ist auf die Fertigung von Faltschachteln in Klein- und Kleinstmengen spezialisiert.

## Produkte und Dienstleistungen
Das Unternehmen produziert Faltschachteln, Packungsbeilagen und Haftetiketten in einer großen Zahl an Varianten und Formaten für Pharma- und Healthcare-Produkte. Dazu gehören Standardfaltschachteln, Zuschnitte, Inlays, individuelle Packungsbeilagen sowie Haftetiketten in unterschiedlichen Ausführungen. Das Unternehmen bietet außerdem Veredelungen, Packungsbeilagen mit Register und Etiketten mit Temperatur-Indikatoren an. Zu den Dienstleistungen für pharmazeutische Verpackungen gehören die Beratung beim digitalen Lieferkettenmanagement und bei der Konstruktion der Verpackungen, die wirtschaftliche Fertigung von Klein- und Kleinstserien, Sonderkonstruktionen, komplette Verpackungslösungen und eine Kunden-App.

## Auszeichnungen und Preise
- 2014: Silber bei den PrintStars 2014 für das Multipage-Booklet-Etikett – Kategorie: Etiketten[10] und Deutscher Verpackungspreis 2014 für das Hanger Info Label – Kategorie: Etiketten, Verschlüsse und sonstige Packhilfsmittel[11]
- 2015: Silver Pack Award für das Ergo Label
- 2016: Deutscher Verpackungspreis für das Faller Pharma Compliance Pack und World Star Award[12] für das Hanger Info Label
- 2017: World Star Award[12] für das Faller Pharma Compliance Pack,[13] Pharmapack Awards  2017 für das Faller Pharma Compliance Pack, Finalist European Excellence Award  2017 (ECMA) für die Elisa-Kit-Box
- 2018: German Design Award vom Rat der Formgebung für das Faller Pharma Compliance Pack[14]
- 2019: German Innovation Award für die Smart Packaging Lösung – Medical Prescription[14], German Design Award für die Elisa-KIT Box[15], FINAT Award für das Faller-Info Label[16]
- 2020: Deutscher Verpackungspreis für PackEx[17]
- 2022: German Innovation Award für die Packungsbeilage mit Register[18]
- 2022: Gewinner European Carton Excellence Award für die PleioFlow RF-Device Verpackung in der Kategorie „General Packaging, Virgin Fibre“[19]

## Nachhaltigkeit und soziales Engagement
Die August Faller KG ist nach der Umweltnorm DIN EN ISO 14001 zertifiziert, der Standort Großbeeren zudem zusätzlich nach GMP (Good Manufacturing Practice)-Richtlinien. Bei der Produktherstellung werden auf Wunsch Materialien aus FSC-zertifizierten Wäldern eingesetzt.
In den Regionen der einzelnen Standorte engagiert sich das Unternehmen für Vereinsaktivitäten, Lernpartnerschaften und Umweltaktionen. Es ist Mitglied in verschiedenen Verbänden, unter anderem dem Wirtschaftsverband Industrieller Unternehmen Baden und der European Carton Makers Association.